# Felsődobsza
Felsődobsza – wieś i gmina w północno-wschodniej części Węgier, w pobliżu miasta Szikszó.
Gmina leży na nizinnym obszarze wchodzącym w skład Średniogórza Północnowęgierskiego, pomiędzy Górami Bukowymi a pasmem Gór Zemplińskich. Administracyjnie osada należy do powiatu (węg. kistérség) Szikszó, wchodzącego w skład komitatu Borsod-Abaúj-Zemplén i jest jedną z 23 gmin tegoż powiatu.